# Tlenek dysprozu(III)
Tlenek dysprozu(III), Dy2O3 – nieorganiczny związek chemiczny z grupy tlenków, w którym dysproz występuje na III stopniu utlenienia. Jest białym, lekko higroskopijnym proszkiem mającym szczególne zastosowanie w ceramice, wyrobie szkieł, laserów, lamp metalohalogenkowych zawierających dysproz, a także w warstwach przeciwodblaskowych urządzeń fotoelektrycznych.
Reaguje z kwasami dając odpowiednie sole dysprozu(III):
Dy2O3 + 6HCl → 2DyCl3 + 3H2O
Z Dy2O3 otrzymuje się także metaliczny dysproz:
Dy2O3 + 6(NH4)HF2 → 2DyF3 + 6NH4F + 3H2O
2DyF3 + 3Ca → 2Dy + 3CaF2 (> 1414 °C)